# Masato Otake
Masato Otake (大嶽 真人 Otake Masato?,  nacido el 31 de agosto de 1971 en Shizuoka) es un exfutbolista japonés. Jugaba de defensa y su último club fue el Cerezo Osaka de Japón.

## Trayectoria

### Clubes
| Club         | País  | Año         |
| ------------ | ----- | ----------- |
| Cerezo Osaka | Japón | 1994 - 1996 |